# Hilde Vervaet
Hilda (Hilde) Vervaet (21 maart 1964) is een Belgische oud-atlete. Ze was gespecialiseerd in het verspringen.

## Biografie
Vervaet veroverde tussen 1998 en 1987 drie opeenvolgende Belgische titels in het verspringen. Op het Belgisch kampioenschap van 1986 verbeterde ze met een sprong van 6,38 m het Belgische record van Miriam Duchateau.
Daarna was Vervaet geruime tijd buiten strijd wegens problemen met de wervelkolom en was eigenlijk al gestopt met verspringen. Ze kwam toch nog terug en behaalde in 1992 de Belgische indoortitel verspringen door met een Belgisch indoorrecord van 6,34 haar jonge rivale Sandrine Hennart te kloppen. Ze behaalde nadien nog één Belgische outdoortitel en twee indoortitels.

### Clubs
Vervaet was aangesloten bij Racing Gent en stapte in 1991 over naar AV Toekomst. Nadien was ze als master terug actief voor Racing Gent.

## Belgische kampioenschappen
| Onderdeel             | Jaar                   |
| --------------------- | ---------------------- |
| verspringen (outdoor) | 1985, 1986, 1987, 1992 |
| verspringen (indoor)  | 1992, 1993, 1994       |

## Persoonlijke records
| Onderdeel             | Prestatie      | Datum            | Plaats |
| --------------------- | -------------- | ---------------- | ------ |
| verspringen (outdoor) | 6,46 m         | 1992             |        |
| verspringen (indoor)  | 6,34 m (ex-NR) | 16 februari 1992 | Gent   |

## Palmares

### 200 m
- 1992:  BK AC indoor - 24,86 s

### verspringen
- 1985:  BK AC - 6,23 m
- 1986:  BK AC - 6,38 m (NR)
- 1987:  BK AC - 6,07 m
- 1992:  BK AC indoor - 6,34 m (NR)
- 1992:  BK AC - 6,30 m
- 1993:  BK AC indoor - 6,08 m
- 1994:  BK AC indoor - 6,03 m
- 1994:  BK AC - 6,12 m

## Onderscheidingen
- 1987: Gouden Spike